# Anoscopus assimilis
Anoscopus assimilis är en insektsart som beskrevs av Victor Antoine Signoret 1872. Anoscopus assimilis ingår i släktet Anoscopus och familjen dvärgstritar. Inga underarter finns listade i Catalogue of Life.